# سان دانیله دل فریولی
سان دانیله دل فریولی (به ایتالیایی: San Daniele del Friuli) یک کومونه در ایتالیا است که در استان اودینه واقع شده‌است.

## خصوصیات
سان دانیله دل فریولی ۳۴٫۷ کیلومترمربع مساحت و ۸٬۰۸۴ نفر جمعیت دارد و ۲۵۲ متر بالاتر از سطح دریا واقع شده‌است.

## خواهرخوانده
شهرهای Millstatt، آلت‌کیرش و هرزبروک خواهرخوانده‌های سان دانیله دل فریولی هستند.